# Torneo de Roland Garros 1993
La edición 92.ª de los Internacionales de Francia de Roland Garros se celebró  entre el 24 de mayo y el 6 de junio de 1993 en las pistas del Stade Roland Garros de París, Francia.
El cuadro individual masculino lo iniciaron 128 tenistas, el mismo número de tenistas con el que comenzó el cuadro individual femenino

## Hechos destacados
En la competición individual masculina se impuso  por el español  Sergi Bruguera  logrando así el primero de los dos títulos que obtendría en París al imponerse en la final al estadounidense, y campeón de la edición anterior, Jim Courier.
En la competición individual femenina la victoria fue para la alemana Steffi Graf que lograba el tercero de  los seis títulos que  obtendría en Roland Garros al imponerse a la estadounidense  Mary Joe Fernández.

## Palmarés
| Seniors              | Vencedor                           | Resultado               | Finalista                          | Finalista |
| -------------------- | ---------------------------------- | ----------------------- | ---------------------------------- | --------- |
| Individual masculino | Sergi Bruguera                     | 6-4, 2-6, 6-2, 3-6, 6-3 | Jim Courier                        |           |
| Individual femenino  | Steffi Graf                        | 4-6, 6-2, 6-4           | Mary Joe Fernández                 |           |
| Dobles masculino     | Luke Jensen Murphy Jensen          | 6-4, 6-7(4), 6-4        | Marc-Kevin Goellner David Prinosil |           |
| Dobles femenino      | Gigi Fernández Natasha Zvereva     | 6-3, 7-5                | Larisa Savchenko Jana Novotná      |           |
| Dobles mixto         | Eugenia Maniokova Andreï Olhovskiy | 6-2, 4-6, 6-4           | Elna Reinach Danie Visser          |           |
| Juniors              | Vencedor                           | Resultado               | Finalista                          | Finalista |
| Individual masculino | Roberto Carretero                  | 6–0, 7–6                | Albert Costa                       |           |
| Individual femenino  | Martina Hingis                     | 7–5, 7–5                | Laurence Courtois                  |           |
| Dobles masculino     | Steven Downs James Greenhalgh      | 6–1, 6–1                | Neville Godwin Gareth Williams     |           |
| Dobles femenino      | Laurence Courtois Nancy Feber      | 3–6, 6–1, 6–3           | Lara Bitter Maaike Koutstaal       |           |

## Cabezas de serie
| N° | Jugador            | Resultado                   | Resultado             |
| 1  | Pete Sampras       | Cuartos de final batido por | Sergi Bruguera (10)   |
| 2  | Jim Courier        | Final batido por            | Sergi Bruguera (10)   |
| 3  | Stefan Edberg      | Cuartos de final batido por | Andrei Medvedev (11)  |
| 4  | Boris Becker       | 2.ª ronda batido por        | Rodolphe Gilbert      |
| 5  | Goran Ivanišević   | 3.ª ronda batido por        | Carlos Costa          |
| 6  | Petr Korda         | 2.ª ronda batido por        | Marc-Kevin Goellner   |
| 7  | Ivan Lendl         | 1.ª ronda batido por        | Stephane Huet         |
| 8  | Michael Chang      | 2.ª ronda batido por        | Bernd Karbacher       |
| 9  | Michael Stich      | 4.ª ronda batido por        | Goran Prpić           |
| 10 | Sergi Bruguera     | Victoria sobre              | Jim Courier (2)       |
| 11 | Andrei Medvedev    | Semifinal batido por        | Sergi Bruguera (10)   |
| 12 | Richard Krajicek   | Semifinal batido por        | Jim Courier (2)       |
| 13 | Karel Nováček      | Cuartos de final batido por | Richard Krajicek (12) |
| 14 | Wayne Ferreira     | 2.ª ronda batido por        | Paul Haarhuis         |
| 15 | Thomas Muster      | 4.ª ronda batido por        | Jim Courier (2)       |
| 16 | MaliVai Washington | 4.ª ronda batido por        | Pete Sampras (1)      |

| N° | Jugadora                | Resultado                   | Resultado                   |
| 1  | Steffi Graf             | Victoria sobre              | MJ Fernández (5)            |
| 2  | Arantxa Sánchez Vicario | Semifinal batida por        | MJ Fernández (5)            |
| 3  | Gabriela Sabatini       | Cuartos de final batida por | MJ Fernández (5)            |
| 4  | Conchita Martínez       | Cuartos de final batida por | Anke Huber (8)              |
| 5  | MJ Fernández            | Final batida por            | Steffi Graf (1)             |
| 6  | Jennifer Capriati       | Cuartos de final batida por | Steffi Graf (1)             |
| 7  | Jana Novotná            | Cuartos de final batida por | Arantxa Sánchez Vicario (2) |
| 8  | Anke Huber              | Semifinal batida por        | Steffi Graf (1)             |
| 9  | Magdalena Maleeva       | 4.ª ronda batida por        | Anke Huber (8)              |
| 10 | Manuela Maleeva         | 3.ª ronda batida por        | Brenda Schultz              |
| 11 | Amanda Coetzer          | 2.ª ronda batida por        | Natasha Zvereva             |
| 12 | Mary Pierce             | 4.ª ronda batida por        | Jennifer Capriati (6)       |
| 13 | Nathalie Tauziat        | 3.ª ronda batida por        | Judith Wiesner              |
| 14 | Katerina Maleeva        | 4.ª ronda batida por        | Gabriela Sabatini (3)       |
| 15 | Sabine Hack             | 3.ª ronda batida por        | Iva Majoli                  |
| 16 | Kimiko Date             | 2.ª ronda batida por        | Ruxandra Dragomir           |

## Cuadros finales

### Categoría sénior

#### Torneo individual masculino
|  | Cuartos de final | Cuartos de final | Cuartos de final | Cuartos de final | Cuartos de final | Cuartos de final | Cuartos de final |    |                | Semifinales      | Semifinales | Semifinales | Semifinales | Semifinales | Semifinales |    |                | Final | Final | Final | Final | Final | Final | Final |  |
|  |                  |                  |                  |                  |                  |                  |                  |    |                |                  |             |             |             |             |             |    |                |       |       |       |       |       |       |       |  |
|  |                  |                  |                  |                  |                  |                  |                  |    |                |                  |             |             |             |             |             |    |                |       |       |       |       |       |       |       |  |
|  | 1                | Pete Sampras     | 3                | 6                | 1                | 4                |                  |    |                |                  |             |             |             |             |             |    |                |       |       |       |       |       |       |       |  |
|  | 1                | Pete Sampras     | 3                | 6                | 1                | 4                |                  |    |                |                  |             |             |             |             |             |    |                |       |       |       |       |       |       |       |  |
|  | 10               | Sergi Bruguera   | 6                | 4                | 6                | 6                |                  |    |                |                  |             |             |             |             |             |    |                |       |       |       |       |       |       |       |  |
|  | 10               | Sergi Bruguera   | 6                | 4                | 6                | 6                |                  | 10 | Sergi Bruguera | 6                | 6           | 6           |             |             |             |    |                |       |       |       |       |       |       |       |  |
|  |                  |                  |                  |                  |                  |                  |                  | 10 | Sergi Bruguera | 6                | 6           | 6           |             |             |             |    |                |       |       |       |       |       |       |       |  |
|  |                  |                  | 11               | Andrei Medvedev  | 0                | 4                | 2                |    |                |                  |             |             |             |             |             |    |                |       |       |       |       |       |       |       |  |
|  | 3                | Stefan Edberg    | 11               | Andrei Medvedev  | 0                | 4                | 2                | 0  | 7              | 5                | 4           |             |             |             |             |    |                |       |       |       |       |       |       |       |  |
|  | 3                | Stefan Edberg    |                  |                  |                  |                  |                  |    |                |                  | 4           |             |             |             |             |    |                |       |       |       |       |       |       |       |  |
|  | 11               | Andrei Medvedev  | 6                | 63               | 7                | 6                |                  |    |                |                  |             |             |             |             |             |    |                |       |       |       |       |       |       |       |  |
|  | 11               | Andrei Medvedev  | 6                | 63               | 7                | 6                |                  |    |                |                  |             |             |             |             |             | 10 | Sergi Bruguera | 6     | 2     | 6     | 3     | 6     |       |       |  |
|  |                  |                  |                  |                  |                  |                  |                  |    |                |                  |             |             |             |             |             | 10 | Sergi Bruguera | 6     | 2     | 6     | 3     | 6     |       |       |  |
|  |                  |                  | 2                | Jim Courier      | 4                | 6                | 2                | 6  | 3              |                  |             |             |             |             |             |    |                |       |       |       |       |       |       |       |  |
|  | 12               | Richard Krajicek | 2                | Jim Courier      | 4                | 6                | 2                | 6  | 3              | 3                | 6           | 3           | 6           | 6           |             |    |                |       |       |       |       |       |       |       |  |
|  | 12               | Richard Krajicek |                  |                  |                  |                  |                  |    |                |                  | 6           | 3           | 6           | 6           |             |    |                |       |       |       |       |       |       |       |  |
|  | 13               | Karel Nováček    | 6                | 3                | 6                | 3                | 4                |    |                |                  |             |             |             |             |             |    |                |       |       |       |       |       |       |       |  |
|  | 13               | Karel Nováček    | 6                | 3                | 6                | 3                | 4                |    | 12             | Richard Krajicek | 1           | 7           | 5           | 2           |             |    |                |       |       |       |       |       |       |       |  |
|  |                  |                  |                  |                  |                  |                  |                  |    | 12             | Richard Krajicek | 1           | 7           | 5           | 2           |             |    |                |       |       |       |       |       |       |       |  |
|  |                  |                  | 2                | Jim Courier      | 6                | 62               | 7                | 6  |                |                  |             |             |             |             |             |    |                |       |       |       |       |       |       |       |  |
|  |                  | Goran Prpić      | 2                | Jim Courier      | 6                | 62               | 7                | 6  | 1              | 6                | 0           | 5           |             |             |             |    |                |       |       |       |       |       |       |       |  |
|  |                  |                  |                  |                  |                  |                  |                  |    | 1              | 6                | 0           | 5           |             |             |             |    |                |       |       |       |       |       |       |       |  |
|  | 2                | Jim Courier      | 6                | 4                | 6                | 7                |                  |    |                |                  |             |             |             |             |             |    |                |       |       |       |       |       |       |       |  |
|  | 2                | Jim Courier      | 6                | 4                | 6                | 7                |                  |    |                |                  |             |             |             |             |             |    |                |       |       |       |       |       |       |       |  |
|  |                  |                  |                  |                  |                  |                  |                  |    |                |                  |             |             |             |             |             |    |                |       |       |       |       |       |       |       |  |

#### Torneo individual  femenino
|  | Cuartos de final | Cuartos de final        | Cuartos de final | Cuartos de final        | Cuartos de final |   |             | Semifinales        | Semifinales | Semifinales | Semifinales |  |   | Final       | Final | Final | Final | Final |  |
|  |                  |                         |                  |                         |                  |   |             |                    |             |             |             |  |   |             |       |       |       |       |  |
|  |                  |                         |                  |                         |                  |   |             |                    |             |             |             |  |   |             |       |       |       |       |  |
|  | 1                | Steffi Graf             | 6                | 7                       |                  |   |             |                    |             |             |             |  |   |             |       |       |       |       |  |
|  | 1                | Steffi Graf             | 6                | 7                       |                  |   |             |                    |             |             |             |  |   |             |       |       |       |       |  |
|  | 6                | Jennifer Capriati       | 3                | 5                       |                  |   |             |                    |             |             |             |  |   |             |       |       |       |       |  |
|  | 6                | Jennifer Capriati       | 3                | 5                       |                  | 1 | Steffi Graf | 6                  | 6           |             |             |  |   |             |       |       |       |       |  |
|  |                  |                         |                  |                         |                  | 1 | Steffi Graf | 6                  | 6           |             |             |  |   |             |       |       |       |       |  |
|  |                  |                         | 8                | Anke Huber              | 1                | 1 |             |                    |             |             |             |  |   |             |       |       |       |       |  |
|  | 4                | Conchita Martínez       | 8                | Anke Huber              | 1                | 1 | 7           | 4                  | 4           |             |             |  |   |             |       |       |       |       |  |
|  | 4                | Conchita Martínez       |                  |                         |                  |   |             |                    | 4           |             |             |  |   |             |       |       |       |       |  |
|  | 8                | Anke Huber              | 62               | 6                       | 6                |   |             |                    |             |             |             |  |   |             |       |       |       |       |  |
|  | 8                | Anke Huber              | 62               | 6                       | 6                |   |             |                    |             |             |             |  | 1 | Steffi Graf | 4     | 6     | 6     |       |  |
|  |                  |                         |                  |                         |                  |   |             |                    |             |             |             |  | 1 | Steffi Graf | 4     | 6     | 6     |       |  |
|  |                  |                         | 5                | Mary Joe Fernández      | 6                | 2 | 4           |                    |             |             |             |  |   |             |       |       |       |       |  |
|  | 5                | Mary Joe Fernández      | 5                | Mary Joe Fernández      | 6                | 2 | 4           | 1                  | 7           | 10          |             |  |   |             |       |       |       |       |  |
|  | 5                | Mary Joe Fernández      |                  |                         |                  |   |             |                    | 7           | 10          |             |  |   |             |       |       |       |       |  |
|  | 3                | Gabriela Sabatini       | 6                | 64                      | 8                |   |             |                    |             |             |             |  |   |             |       |       |       |       |  |
|  | 3                | Gabriela Sabatini       | 6                | 64                      | 8                |   | 5           | Mary Joe Fernández | 6           | 6           |             |  |   |             |       |       |       |       |  |
|  |                  |                         |                  |                         |                  |   | 5           | Mary Joe Fernández | 6           | 6           |             |  |   |             |       |       |       |       |  |
|  |                  |                         | 2                | Arantxa Sánchez Vicario | 2                | 2 |             |                    |             |             |             |  |   |             |       |       |       |       |  |
|  | 7                | Jana Novotná            | 2                | Arantxa Sánchez Vicario | 2                | 2 | 2           | 5                  |             |             |             |  |   |             |       |       |       |       |  |
|  | 7                | Jana Novotná            |                  |                         |                  |   |             |                    |             |             |             |  |   |             |       |       |       |       |  |
|  | 2                | Arantxa Sánchez Vicario | 6                | 7                       |                  |   |             |                    |             |             |             |  |   |             |       |       |       |       |  |
|  | 2                | Arantxa Sánchez Vicario | 6                | 7                       |                  |   |             |                    |             |             |             |  |   |             |       |       |       |       |  |
|  |                  |                         |                  |                         |                  |   |             |                    |             |             |             |  |   |             |       |       |       |       |  |